# Bitwa pod Kalinkowiczami

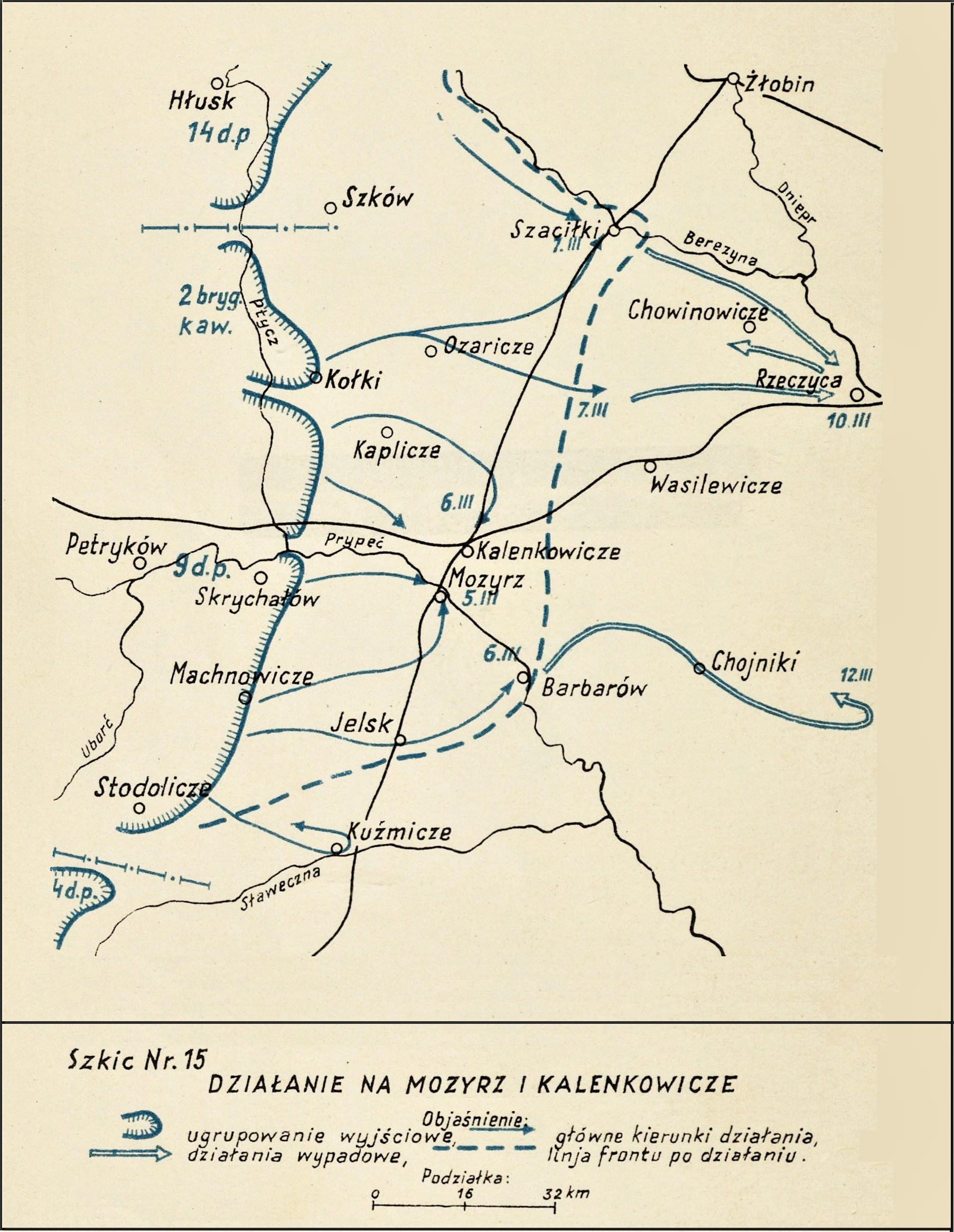
Adam Przybylski,
Wojna Polska 1918–1921

Bitwa pod Kalinkowiczami – walki polskiego 35 pułku piechoty i 64 pułku piechoty z oddziałami sowieckiej 57 Dywizji Strzelców toczone w okresie wojny polsko-bolszewickiej.

## Geneza
Zimą 1919/1920 na froncie polsko-sowieckim odnotowywano tylko działania lokalne. Linia frontu była rozciągnięta od środkowej Dźwiny, wzdłuż Berezyny, Uborci, Słucza, po Dniestr. Zastój w działaniach wojennych obie strony wykorzystywały na przygotowanie się do decydujących rozstrzygnięć militarnych planowanych na wiosnę i lato 1920
Jeszcze jesienią 1919 ówczesny dowódca 9 Dywizji Piechoty płk Władysław Sikorski zaproponował uderzenie na Mozyrz i Kalinkowicze. Naczelny Wódz Józef Piłsudski wydał 26 lutego 1920 rozkaz skierowany do dowódcy Grupy Poleskiej płk. Władysława Sikorskiego uderzenia na Mozyrz i Kalinkowicze.
6 marca 9 Dywizja Piechoty opanowała linię kolejową Kalenkowicze – Szaciłki, podjęła działania wzdłuż prawego brzegu Berezyny i zajęła Jakimowską Słobodę. Tym samym nawiązana została łączność z oddziałami 14 Wielkopolskiej Dywizji Piechoty gen. Daniela Konarzewskiego. Cel operacji został osiągnięty.
16 marca 1920 Sowieci wyprowadzili kontruderzenie i opanowali Jakimowską Słobodę oraz Szaciłki.

## Walczące wojska
| Jednostka                      | Dowódca                         | Podporządkowanie     |
| Wojsko Polskie                 |                                 |                      |
| 9 Dywizja Piechoty             | płk Władysław Sikorski          | 4 Armia              |
| ⇒ 35 pułk piechoty             | ppłk Mieczysław Trojanowski     | 9 Dywizja Piechoty   |
| ⇒ 35 pułk piechoty             | ppłk Wiktor Nowakowski          | 9 Dywizja Piechoty   |
| → I/35 pułku piechoty          |                                 |                      |
| → II/35 pułku piechoty         | por. Henryk Bazylka             | GW por. Bazylki      |
| → III/35 pułku piechoty        | por. Tadeusz Majewski           |                      |
| — 9/35 pułku piechoty          | ppor. Franciszek Tomsa-Zapolski |                      |
| ⇒ 64 pułk piechoty             | kpt. Ludwik Bociański           |                      |
| → I/64 pułku piechoty          | ppor. Paweł Błaszkowski         |                      |
| 3/9 pułku artylerii polowej    |                                 |                      |
| Armia Czerwona                 |                                 |                      |
| 57 Dywizja Strzelców           | F.A. Kuzniecow                  | Grupa Mozyrska       |
| ⇒ 169 Brygada Strzelców        |                                 | 57 Dywizja Strzelców |
| → 505 pułk strzelców           |                                 |                      |
| → 506 pułk strzelców           |                                 |                      |
| ⇒ 171 Brygada Strzelców        |                                 |                      |
| → 509 pułk strzelców           |                                 |                      |
| pociąg pancerny „Czernomoriec” |                                 |                      |

## Walki pod Kalinkowiczami

### Działania w marcu 1920
Po zdobyciu Mozyrza i Kalinkowicz przez Grupę Poleską, 35 pułk piechoty ppłk. Mieczysława Rysia-Trojanowskiego otrzymał rozkaz obrony Kalinkowicz (Kalenkowicz). Dowódca pułku główny wysiłek obrony skupił w rejonie na północ i południe od toru kolejowego w rejonie stacji kolejowej. Rdzeniem obrony były dwie  umocnione zasiekami z drutu kolczastego reduty: „Nachów” i „Tor” (zorganizowana bezpośrednio przy torach kolejowych). Dowództwo sowieckie zamierzało odbić Kalinkowicze, a 57 Dywizja Strzelców rozpoczęła koncentrację grupy uderzeniowej w składzie 505, 506 i 509 pułki strzelćów. Wsparcie artyleryjskie zapewnić miał pociąg pancerny „Czernomoriec”. 
Wypad na  Chobno
Zamiary przeciwnika nie stanowiły tajemnicy dla ppłk. Rysia-Trojanowskiego i dlatego też postanowił on zdezorganizować jego przygotowania do ofensywy. 19 marca zorganizował wypad na wieś Chobno (Chabno). Oddziałem wypadowym w składzie 7 i 8 kompania oraz pluton techniczny 35 pułku piechoty i 3 bateria 9 pułku artylerii polowej dowodził por. Henryk Bazylka. Pod Chabnem 8 kompania zatrzymała miejscowych chłopów, którzy uciekali przed sowiecką mobilizacją. Z przesłuchań wynikało, że we wsi rozlokowanych jest około 500 żołnierzy sowieckich z jedną baterią artylerii. Dowódca grupy wypadowej nakazał por. Michalakowi wykonać obejście plutonem 7 kompanii i wyjść na tyły przeciwnika. Pozostałe pododdziały miały zaatakować od czoła. Odwód, a jednocześnie osłonę własnej artylerii, stanowił pluton techniczny. O zmierzchu walkę rozpoczęły patrole czołowe i sprowokowały ogień nieprzyjaciela. Tymczasem porucznik Michalak uderzył na tyły czerwonoarmistów. Uderzenie na przygotowujące się do natarcia oddziały zaskoczyło Sowietów, a atak zakończył się spektakularnym zwycięstwem Polaków. Do niewoli wzięto 73 jeńców i zdobyto 4 ckm-y. Po wykonaniu zadania grupa wypadowa wróciła na swoje pozycje obronne. 
Obrona redut „Nachów” i „Tor”
Sukces wypadu spowodował opóźnienie realizacji sowieckiego planu uderzenia na Kalinkowicze. Dopiero 25 marca Sowieci zaatakowali obie polskie reduty. Nieprzyjaciel obsadził 505, 506 i 509 pułkiem strzelców obszar stacji kolejowej Wasilewicze – wieś Zaszczebie, tereny na wschód od Glinnej Słobody i wieś Nowinki. Na stacji Wasilewicze rozmieścił półbaterię artylerii i pociąg pancerny „Czernomorec”. Obie reduty „Nachów" i „Tor", stanowiące silne punkty oporu na najkrótszej drodze do Kalinkowicz, znalazły się w ogniu nieprzyjacielskiej artylerii. Atak sowieckiej piechoty, mimo wsparcia pociągu pancernego, nie zdołał jednak przełamać polskiej obrony. Ponawiane ataki w kolejnych dniach również nie przyniosły pożądanego rezultatu. Polskie reduty broniły się też w sposób zaczepny. Ich obsady zorganizowały kilka wypadów na pozycje wroga.

### Działania w czerwcu 1920
Po opuszczeniu przez Grupę Poleską linii Dniepru, 21 czerwca 35 pułk piechoty stanął na swojej dawnej linii obrony pod Kalinkowiczami. Jego III batalion obsadził Glinną Słobodę, I batalion Chobno, a II batalion Prudek. Reduty „Nachów” bronił I/64 pułku piechoty, a pozostałe bataliony 64 pp broniły odcinka Nachów – Zamoście. Pas moczarów, rozciągających się między stanowiskami 35 pułku piechoty i redutą „Nachód”, uznano za niemożliwy do przebycia i dozorowano go nielicznymi patrolami. Dowództwo 35 pp z oddziałami sztabowymi rozmieszczone zostało w Wielkich Awciucewiczach.
Walki pod Chobnem
22 kwietnia na Chobno uderzyły 509 i 510 pułki strzelców. I/35 pp odparł w tym dniu pięć ataków. Dopiero następnego dnia I batalion zmuszony został opuścić swoje stanowiska obronne i wycofał się na Boruskę.
Walki pod Glinną Słobodą
W ten sposób pułki sowieckie wyszły na skrzydło III/35 pułku piechoty por. Tadeusza Majewskiego broniącego się w Glinnej Słobodzie. Odcięty od macierzystego pułku III batalion bronił się jeszcze pięć dni. Najgroźniejsze okazało się połączone natarcie 506 i 507 pułku strzelców. Nad ranem 26 kwietnia oba sowieckie pułki obeszły Glinną Słobodę i wdarły się do wioski od zachodu. Odrzucono je dopiero po walce wręcz kontratakiem odwodowej 9 kompanii ppor. Franciszka Tomsy-Zapolskiego i oddziału sformowanego z obsług baterii 9 pułku artylerii polowej.
Walki pod Boruską i Prudkiem
Na odcinkach I batalionu – pod Boruską i II bataljonu – pod Prudkiem, również trwały zacięte walki. Atakowali Sowieci, kontratakowali Polacy, a wioski przechodziły z rąk do rąk. Nawet stojące w Wielkich Awciucewiczach dowództwo pułku, które wysłało wszystkie odwody na atakowany odcinek pod Prudkiem i Boruską, zostało zaatakowane przez kolumnę nieprzyjacielską, która lasami obeszła pozycje I batalionu. Dowódca pułku mjr Wiktor Wielkopolanin-Nowakowski, zorganizował obronę z telefonistów, łączników konnych oraz pocztowych oficerskich i odrzucił nieprzyjaciela ze wsi.
Walki pod Nachowem
Nocą z 27 na 28 czerwca silna kolumna sowiecka, prowadzona przez miejscową ludność, przebyła moczary i przeniknęła w luce między redutą „Nachów” i stanowiskami 35 pułku piechoty. Sowieci uderzyli na stanowiska I/64 pułku piechoty od zachodu i opanowali wieś Nachów. Dowódca batalionu, ppor. Paweł Błaszkowski, pozostawił w reducie jedną kompanię wzmocnioną bronią maszynową, a pozostałe dwie poprowadził do kontrataku. Doszło do zaciętych walk wręcz o wieś. Obie strony ponosiły wysokie straty. O rezultacie walki przesądziło nadejście odwodowej kompanii 64 pułku piechoty. Sowieci w walce stracili około 140 żołnierzy. Kilka ataków odparł także obsadzający Prudek II/35 pułku piechoty.
W związku z pogarszającą się ogólną sytuacją na froncie, 29 czerwca wszystkie oddziały Grupy Poleskiej opuściły stanowiska pod Kalinkowiczami i rozpoczęły odwrót na linię rzek Ptycz – Irpa.